# Институт архитектуры и строительства Волгоградского государственного технического университета
Институт архитектуры и строительства ВолгГТУ — структурное подразделение одного из крупнейших вузов Волгоградской области, федерального государственного бюджетного образовательного учреждения высшего образования «Волгоградский государственный технический университет» (ФГБОУ ВО ВолгГТУ).

## История
Рождению Сталинградского строительного института предшествовало важное, основополагающее событие: город готовился к пуску первенца пятилетки — тракторного завода (СТЗ), закладка которого состоялась ещё в 1926 г. Сталинград окончательно превращался в крупнейший в Нижнем Поволжье современный индустриальный центр. В правительственных кругах в этой связи усиленно разрабатывалась идея организации в городе крупнейшего в регионе втуза, который должен был стать кузницей промышленных кадров. Эта роль отводилась Сталинградскому механико-машиностроительному институту, при котором предполагалось также создать специальный градостроительный факультет. Однако размах индустриального и жилищного строительства оказался выше ожидаемого, так что планы пришлось уточнять: вместо одного технического вуза ВСНХ СССР решил учредить два: Сталинградский тракторостроительный (позднее получивший название политехнического) институт;
Сталинградский строительный институт.
Последний был развернут на базе строительного факультета создаваемого механического (тракторостроительного) института. Первые занятия студентов Сталинградского строительного института начались 1 октября 1930 г. в здании бывшей школы им. Дарвина (до революции — 2-я женская гимназия, ныне — школа № 83) по улице им. Ленина, дом 31. 25 октября 1930 г. в театре им. Профинтерна в Сталинграде состоялось торжественное открытие учебно-строительного комбината, он включал в себя кроме Сталинградского строительного института, рассчитанного на 1500 студентов, строительный техникум на 2500 человек и рабфак.
В начале 1933 г. в условиях экономических трудностей (перебоях в работе СТЗ) прошло сокращение высших и средних учебных заведений, рабфаков и т. д. По предложению Рабкрина Совнарком СССР принимает решение о пересмотре сети учебных заведений. В частности, 13 февраля 1933 г. был подписан приказ (№ 139) по Народному комиссариату тяжелой промышленности, согласно которому Сталинградский строительный институт (как и Ростовский) был ликвидирован. Кабинеты и оборудование перешли Горьковскому строительному институту, а контингент студентов старших вузов передан в другие вузы.
Строительный вуз возобновил свою работу лишь в 1952 году, спустя 20 лет. Его новое название было Сталинградский институт инженеров городского хозяйства. В составе вуза долгие годы функционировали три факультета:
- строительный со специальностью «Городское строительство и хозяйство»;
- сантехнический со специальностями «Теплоснабжение и вентиляция» и «Водоснабжение и канализация» (с 1954 г.)
- автодорожный со специальностью «Автомагистрали и городские дороги» (факультет юридически был оформлен в 1955 г.

С 1975 г. вуз назывался Волгоградским инженерно-строительным институтом, а ещё через 20 лет он был переименован в Волгоградскую архитектурно-строительную академию. Статус университета присвоен в октябре 2003 года.
- октябрь 1930 г. — февраль 1933 г. — Сталинградский строительный институт;
- декабрь 1951 г. — 1961 г. — Сталинградский институт инженеров городского хозяйства;
- 1961 г. — 1975 г. — Волгоградский институт инженеров городского хозяйства (сокращение ГорХоз употребляется среди студентов и по сей день);
- 1975 г. — 1995 г. — Волгоградский инженерно-строительный институт;
- 1995 г. — октябрь 2003 г. — Волгоградская государственная архитектурно-строительная академия;
- октябрь 2003 г. — январь 2016 г. — Волгоградский государственный архитектурно-строительный университет.
- январь 2016 г. — настоящее время — институт архитектуры и строительства ВолгГТУ.

### Реорганизация
Реорганизован в 2015 году приказом Министерства образования и науки Российской Федерации от 28 октября 2015 года № 1231 «О реорганизации федерального государственного бюджетного образовательного учреждения высшего образования „Волгоградский государственный технический университет“ и федерального государственного бюджетного образовательного учреждения высшего профессионального образования „Волгоградский государственный архитектурно-строительный университет“ в форме присоединения к ВолгГТУ ВолгГАСУ в качестве структурного подразделения». С января 2016 года входит в структуру ВолгГТУ.

## Международные связи
Одним из наиболее значительных проектов ВолгГАСУ в области международной деятельности является немецкоязычный образовательный проект в соответствии с договором о сотрудничестве с Высшей профессиональной школой г. Кёльна, Германия. Результатом обучения является получение студентами двух дипломов: ВолгГАСУ и ВПШ г. Кёльна.
Вторым крупным совместным проектом является договор университета с Мичиганским государственным университетом. В рамках этого проекта создана Волгоградская секция Мичиганского отделения Международного института транспортных инженеров.
Волгоградский государственный архитектурно-строительный университет около 15 лет сотрудничает с Университетом штата Мичиган (MSU), США.
В рамках договора о сотрудничестве с Университетом штата Мичиган в 1999 году была создана Волгоградская секция Мичиганского отделения Международного института транспортных инженеров (ITE), которая продолжает свою работу до настоящего времени. На сегодняшний день членами данной секции являются 41 студент ВолгГАСУ. На ежегодном конкурсе статей среди российских студентов, входящих в студенческую секцию ITE, наши студенты регулярно занимают призовые места.
Начиная с 2002 года, Уильям Тейлор, профессор Университета штата Мичиган, регулярно читает для студентов института транспортного строительства курс лекций на английском языке по безопасности дорожного движения.
С 2000 г. американская сторона реализует в ВолгГАСУ программу «Учёба за рубежом». Ежегодно группа студентов различных специальностей Университета штата Мичиган прибывает в ВолгГАСУ для проведения летнего семестра. Помимо занятий по специальности, американские студенты изучают русский язык и культуру, посещают исторические и культурные памятники, музеи и театры.
В последнее время значительно возросло количество курсов, которые могут взять американские студенты в ВолгГАСУ. В 2008 году американские, канадские, а также русские студенты могли взять курсы по 18 дисциплинам на английском языке. Эти курсы преподаются не только американскими (как это было в первые годы работы программы), но и российскими профессорами. В 2008 году 5 курсов в рамках программы «Учёба за рубежом» были прочитаны российскими профессорами.
Программа «Учёба за рубежом» также позволяет студентам и сотрудникам ВолгГАСУ пройти обучение или стажировку в США. Ежегодно 1-2 студента ВолгГАСУ обучаются в магистратуре Университета штата Мичиган за счет принимающей стороны.

### Университет МакМастер, г.Гамильтон(Канада)
В 2006/2007 учебном году был подписан договор о сотрудничестве между ВолгГАСУ и Университетом МакМастер. Целью договора является развитие академического, научного и культурного сотрудничества с предоставлением возможности преподавателям, студентам, а также сотрудникам академических и промышленных организаций пройти курс обучения по учебным планам, согласованным обеими сторонами. В настоящее время идет подготовка учебных планов в соответствии с требованиями образовательных стандартов Российской и Канадской сторон.
Одновременно с этим преподавателями ВолгГАСУ проводится подготовка рабочих программ и курсов лекций отдельных дисциплин на английском языке и апробация их в рамках летней программы «Учёба за рубежом» на базе ВолгГАСУ.

### Технический Университет г. Берлина(Германия)
Сотрудничество с Техническим Университетом Берлина развивается в области строительной информатики. Проводятся совместные семинары по вычислительной механике, вычислительному менеджменту и вычислительной геометрии. Разрабатываются программы магистратуры «Computational Civil Engineering».

### Высшая профессиональная школа г. Кёльна
Высшая профессиональная школа г. Кёльна является вузом-партнёром ВолгГАСУ с 1991 г. В этом году был подписан договор о сотрудничестве и начата работа по созданию немецкоязычного образовательного проекта (НЯОП) по направлению «Строительство». Занятия на НЯОП начались с 1994/95 учебного года. Проект финансируется Германской службой академических обменом (ДААД) и Министерством иностранных дел.
Содержание учебных дисциплин и механизмы учебного процесса базируются на совместном, утверждённом договором учебном плане. Подготовка осуществляется по двум специальностям: «Автомобильные дороги» и «Промышленное и гражданское строительство».
Ежегодно немецкие доценты проводят в Волгограде для первокурсников интенсивный курс немецкого языка. Помимо занятий по немецкому языку профессора из Германии читают для российских студентов лекции и проводят семинары по специальным дисциплинам. Студенты последних курсов имеют возможность пройти интенсивный курс немецкого языка и сдать в Волгограде экзамен DSH, проводимый немецкими доцентами. По итогам этого экзамена и с учётом общей академической успеваемости отбираются студенты, которые смогут продолжить обучение в вузе-партнёре г. Кёльна и параллельно с российским дипломом получить также и немецкий диплом. В период с ноября 2015 по январь 2016 проводилась реорганизация ВУЗа в форме его объединения с ВолгГТУ в первый региональный опорный технический университет.

## Структура

### Факультет архитектуры и градостроительного развития
Миссия — подготовка кадров высшей квалификации для архитектурно-проектного комплекса и экономики и управления в сфере строительства. 
Цель — интеграция, формирование и успешная реализация научно-методического, научно-исследовательского, творческого и практического потенциала, формирования с учетом тенденций и перспектив развития общества, соответствующих уровню ведущих университетов России и зарубежья, отвечающих ожиданиям обучающихся, профессиональных сообществ и работодателей; обеспечивающих соблюдение требований Министерства образования и науки РФ.
Декан — Назарова Марина Петровна, доктор философских наук, профессор.
В состав ФАГР входят три научные школы ИАиС ВолгГТУ:
- «Экономика и управление народным хозяйством («Компаративная инвестология»). Руководитель: д. э. н., проф. Беляев М. К.
- «Человек как объект социально-философского анализа». Руководитель: д. ф. н., проф. Навроцкий Б. А.
- «Проблемы теории и истории искусства, архитектуры и дизайна». Руководитель: д. арх., проф. Птичникова Г. А.

Факультет включает следующие кафедры:
- Архитектуры зданий и сооружений;
- Дизайна и монументально-декоративного искусства;
- Ландшафтной архитектуры и профессиональных коммуникаций;
- Лингвистики и межкультурных коммуникаций;
- Управления и развития городского хозяйства и строительства;
- Урбанистики и теории архитектуры;
- Физического воспитания;
- Философии, социологии и психологии;
- Экономической теории, истории и права;
- Экономики и управления проектами в строительстве.

#### Факультет строительства и жилищно-коммунального хозяйства
Декан — Поляков Владимир Геннадьевич, доктор экономических наук, профессор, Заслуженный строитель Российской Федерации
Факультет включает следующие кафедры:
- Гидротехнических и земляных сооружений;
- Нефтегазовых сооружений;
- Математики и информационных технологий;
- Строительной механики;
- Строительных конструкций, оснований и надежности сооружений;
- Сопротивления материалов;
- Строительных материалов и специальных технологий;
- Технологий строительного производства;
- Экологического строительства и городского хозяйства;
- Экспертизы и эксплуатации объектов недвижимости.

#### Факультет транспортных, инженерных систем и техносферной безопасности
Декан — Мензелинцева Надежда Васильевна, доктор технических наук, профессор
Факультет включает следующие кафедры:
- Безопасности жизнедеятельности в техносфере;
- Водоснабжения и водоотведения;
- Геодезии;
- Изысканий и проектирования транспортных сооружений;
- Инженерной графики, стандартизации и метрологии;
- Общей и прикладной химии;
- Пожарной безопасности и защиты в чрезвычайных ситуациях;
- Строительства и эксплуатации транспортных сооружений;
- Теплогазоснабжения и вентиляция;
- Физики;
- Энергоснабжения и теплотехники;
- Экономики и управление дорожным хозяйством.

## Интересные факты
С января 2008 г., на базе тогда ещё университета, начал издаться научно-популярный журнал по архитектуре, дизайну, изобразительному искусству и строительству региона Проект 34.